# Brimfield (Illinois)
Brimfield – wieś w Stanach Zjednoczonych, w stanie Illinois, w hrabstwie Peoria.